# محمدرضا باباصفری
محمدرضا باباصفری (زاده ۱۳۲۷ در اصفهان) نماینده دوره اول مجلس شورای اسلامی شهر برخوار بوده است.
وی با ۲۸٬۱۵۲ رأی و ۶۳٫۲۰ درصد آراء به مجلس ایران راه یافته است.